# Temporada 2013 del Rally NACAM
La temporada 2013 del Rally NACAM fue la 6.a temporada del campeonato regional americano. Constó de seis fechas. La primera de ellas se llevó a cabo en México y la última tuvo lugar en Jamaica.

## Calendario
| N.º     | Fecha                | Prueba                   | Más        |
| ------- | -------------------- | ------------------------ | ---------- |
| 1       | 5 - 6 de abril       | Rally Montañas           | Resultados |
| 2       | 17 - 18 de mayo      | Rally Costa del Pacífico | Resultados |
| 3       | 19 - 21 de julio     | Rally Cañete             | Resultados |
| 4       | 6 - 8 de septiembre  | Rally Picos del Sicuara  | Resultados |
| 5       | 11 - 13 de octubre   | Prueba por definir       |            |
| 6       | 22 - 24 de noviembre | Prueba por definir       |            |
| Fuentes |                      |                          |            |

## Desarrollo
La primera prueba de la temporada, el Rally Montañas, efectuado en el sur de México, vivió un duelo considerado como extraordinario entre los mexicanos Ricardo Triviño y Carlos Izquierdo, quienes dominaron la prueba de principio a fin. Al final, el triunfo fue para Triviño, mientras Izquierdo obtuvo el segundo lugar; el tercero fue para el venezolano Alejandro Lombardo, quien, en la clasificación general, había ocupado el cuarto lugar.
La segunda prueba, el Rally Costa del Pacífico, se llevó a cabo en Liberia, en Costa Rica. La prueba fue ganada por el piloto local Andrés Molina, quien logró superar las dificultades técnicas iniciales de su automóvil hasta ocupar el primer lugar del rally. El segundo lugar fue para el venezolano Alejandro Lombardo y el tercero para el mexicano Víctor Pérez Couto, mientras que Ricardo Triviño, quien había dominado la prueba de NACAM, terminó en el cuarto lugar y Carlos Izquierdo tuvo que abandonar por problemas mecánicos.
La tercera prueba fue el Rally Cañete, en Perú. La prueba general fue ganada por el peruano Juan Abuid, seguido de sus compatriotas Jorge Martínez y Raúl Velit en el segundo y tercer lugares, respectivamente. La prueba NACAM fue ganada por Jorge Martínez, con José Luis Tomassini en la segunda posición y Alejandro Lombardo en la tercera. Con el resultado, Lombardo se colocó al frente del campeonato NACAM al obtener los puntos de primer lugar, ya que los ganadores del Rally NACAM no obtuvieron puntos por no ser participantes regulares del Campeonato, como se especifica en el reglamento del mismo.

## Resultados

### Campeonato de Pilotos
| Pos.                                | Piloto                | MEX | CRI | PER | Prueba 4 | Prueba 5 | Prueba 6 | Puntos | Notas |
| ----------------------------------- | --------------------- | --- | --- | --- | -------- | -------- | -------- | ------ | ----- |
| 1                                   | Alejandro Lombardo    | 15  | 18  | 25  |          |          |          | 58     |       |
| 2                                   | Ricardo Triviño       | 25  | 12  | 15  |          |          |          | 52     |       |
| 3                                   | Andrés Molina         | 0   | 25  | 12  |          |          |          | 37     |       |
| 4                                   | Carlos Izquierdo      | 18  | 0   | 18  |          |          |          | 36     |       |
| 5                                   | Carlos García Fessman | 12  | 0   | 10  |          |          |          | 22     |       |
| 6                                   | Víctor Pérez Couto    | 0   | 15  |     |          |          |          | 15     |       |
| 7                                   | Jorge González        | 10  | 0   |     |          |          |          | 10     |       |
| * Temporada en desarrollo / Fuentes |                       |     |     |     |          |          |          |        |       |

| Color  | Resultado                               | Color                                   | Resultado                               |
| ------ | --------------------------------------- | --------------------------------------- | --------------------------------------- |
| Oro    | Ganador                                 | Azul                                    | Finalizó la prueba                      |
| Plata  | 2.º lugar                               | Violeta                                 | No terminó (Ret)                        |
| Bronce | 3.er lugar                              | Negro                                   | Descalificado (Des)                     |
| Verde  | Entre los 10 prim.                      | Sin color                               | No participó                            |
| Blanco | Puntuó en otra prueba o categoría (Otr) | Puntuó en otra prueba o categoría (Otr) | Puntuó en otra prueba o categoría (Otr) |

### Campeonato de Naciones
| Pos.                                | País       | MEX | CRI | PER | Prueba 4 | Prueba 5 | Prueba 6 | Puntos |
| ----------------------------------- | ---------- | --- | --- | --- | -------- | -------- | -------- | ------ |
| 1                                   | México     | 53  | 27  | 33  |          |          |          | 113    |
| 2                                   | Venezuela  | 27  | 18  | 35  |          |          |          | 80     |
| 3                                   | Costa Rica | 0   | 25  | 12  |          |          |          | 37     |
| 3                                   | Perú       | 0   | 0   | 0   |          |          |          | 0      |
| * Temporada en desarrollo / Fuentes |            |     |     |     |          |          |          |        |